# Palais présidentiel (Hanoï)
Pour les articles homonymes, voir Palais présidentiel (homonymie).
Le palais présidentiel (vietnamien : Phủ Chủ tịch) est la résidence officielle du président de la république du Vietnam située à Hanoï.

## Histoire

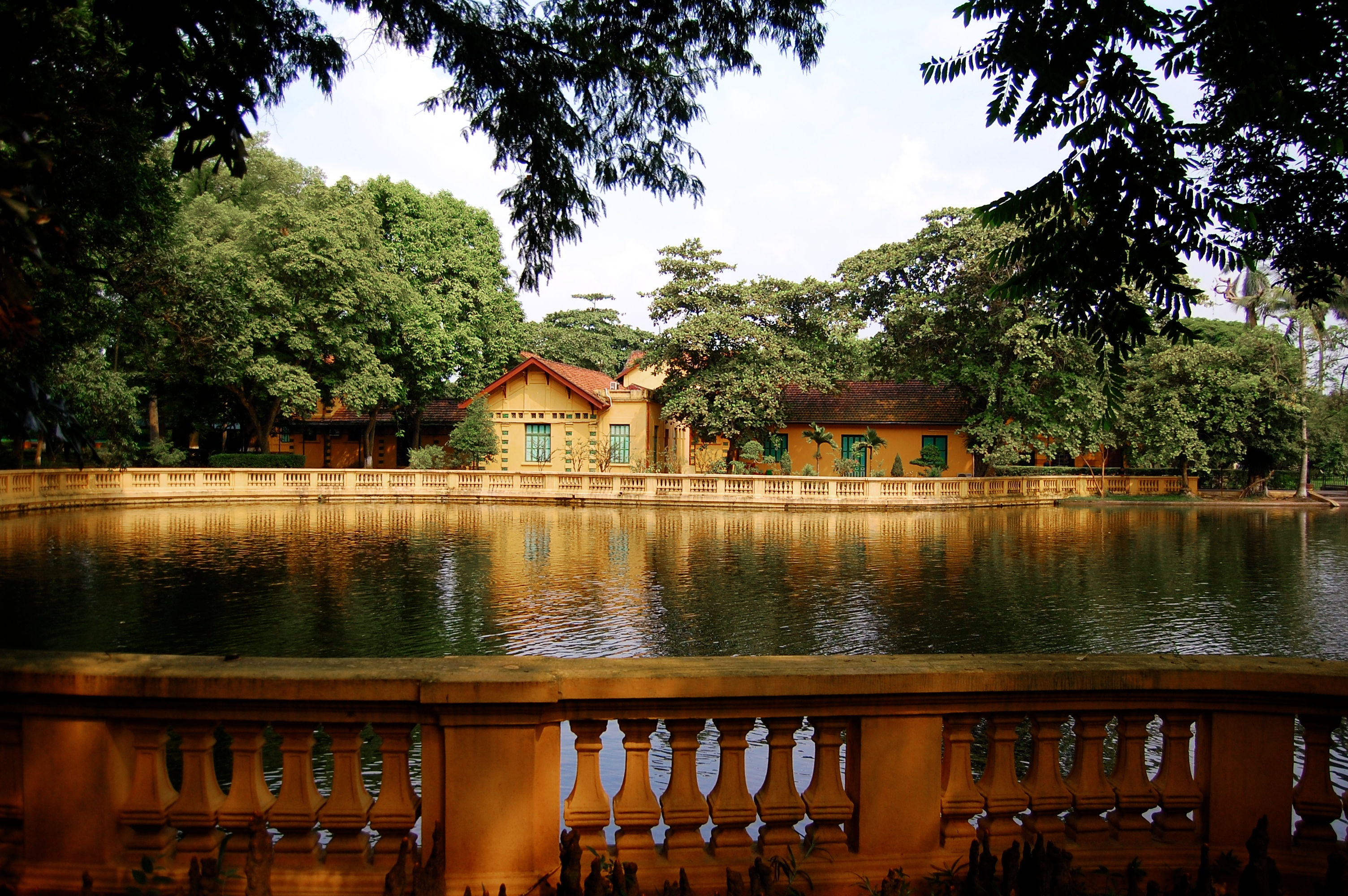
Étang aux carpes derrière le palais.

Le palais, initialement nommé palais Puginier, est l'ancienne résidence des gouverneurs de l'Indochine française.
Ce palais a été construit entre 1900 et 1906 par Auguste Henri Vildieu à la commande du gouverneur Paul Doumer.
Il est de style néoclassique avec quelques éléments néorenaissance italienne. 
Le gouvernement y tient ses réunions et y reçoit les ambassadeurs.
La surface du palais est de 1 300 m2 et celle du parc de 14 ha.
L'entrée est interdite au public, sauf certaines zones du parc, dont l'allée des manguiers et la tonnelle de fleurs, moyennant un droit d'entrée.

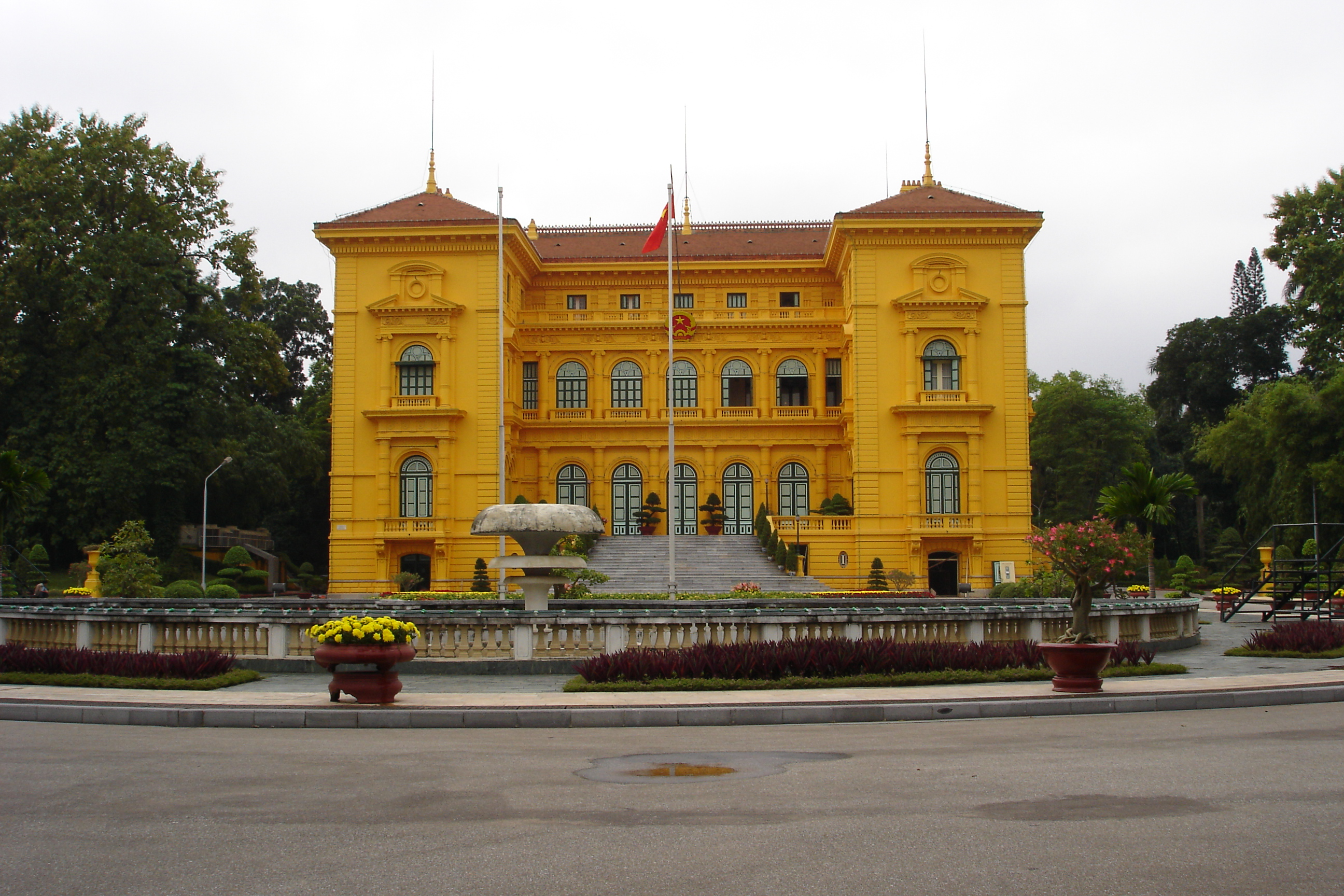
Le palais.

## Maison de Hồ Chí Minh
Le parc du palais présidentiel abrite la maison sur pilotis de Hồ Chí Minh (Nhà sàn Bác Hồ) qui y résida de 1958 jusqu'à sa mort en 1969. Lors de l'indépendance du pays en 1954, Hồ Chí Minh refuse de vivre dans le luxe du palais présidentiel et occupe plutôt les quartiers des serviteurs derrière le palais, là où se trouvent les lieux où Hồ Chí Minh accueillait ses visiteurs, son bureau et le garage qui abrite encore les voitures de service de Hồ Chí Minh.
En 1958, il fait construire dans les jardins une villa sur pilotis de style traditionnel. La villa lui sert dès lors de résidence et de lieu de travail. La maison et l'étang de carpes font partie du site historique du palais présidentiel depuis 1975.
Le mausolée Ho Chi Minh est situé à proximité du palais. Le 27 février 2019, le président américain Donald Trump rencontre officiellement pour la deuxième fois le dirigeant nord-coréen Kim Jong-un au palais présidentiel de Hanoï.

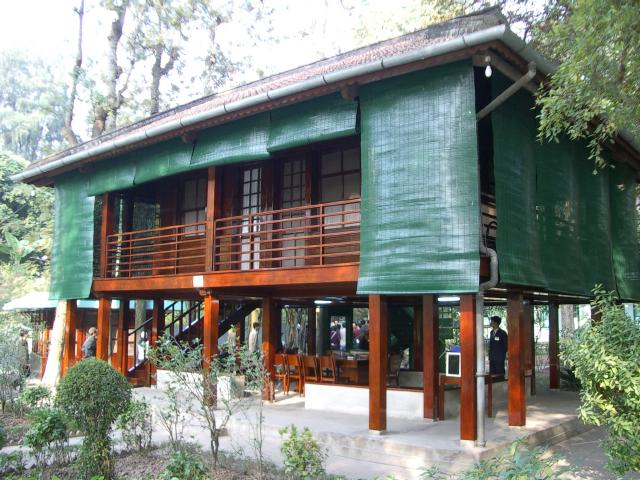
Villa sur pilotis de Hồ Chí Minh.
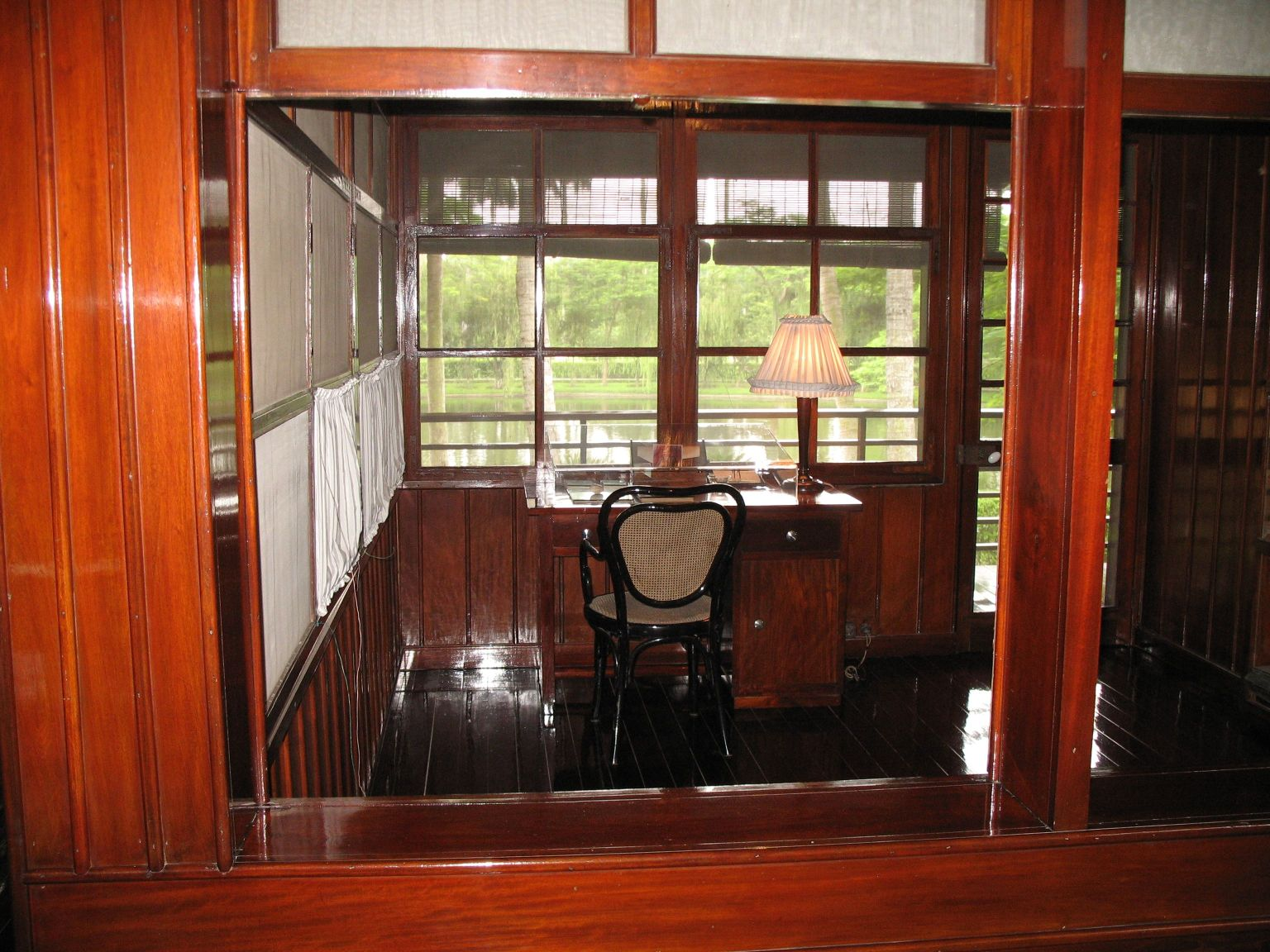
Le bureau.
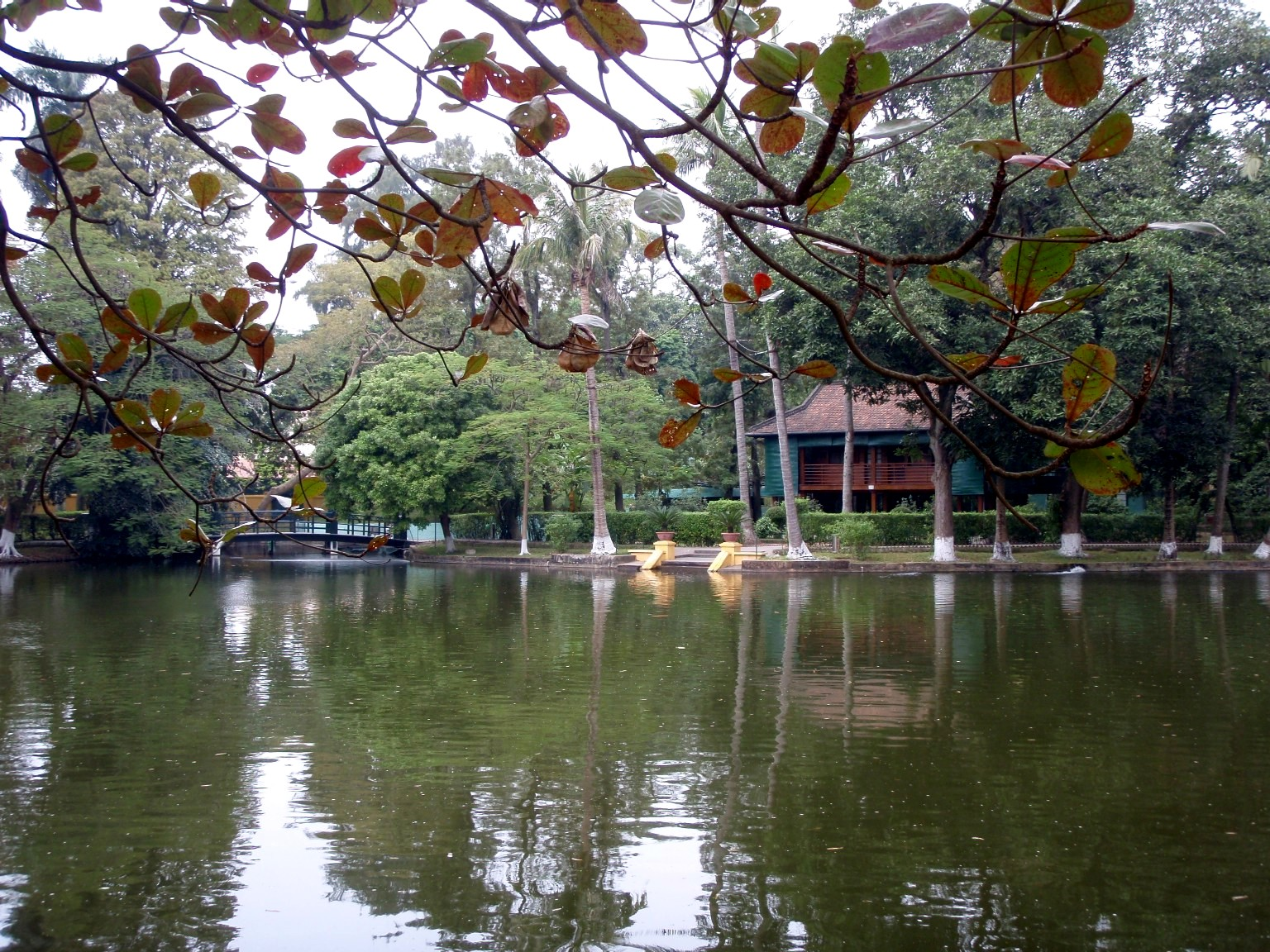
L'étang de carpes.